# 渡邉彩香
渡邉 彩香（わたなべ あやか、1993年9月19日 - ）は、静岡県熱海市出身の日本の女子プロゴルファー。大東建託所属。石井明義に師事。

## 経歴
両親の影響で9歳からゴルフを始める。2007年、静岡県ジュニア選手権で初優勝を果たすと、翌2008年には日本ジュニア選手権を制覇。2009年からナショナルチームに入る。その後、埼玉栄高等学校へ進学し、2011年の第32回全国高等学校ゴルフ選手権大会では同校22年ぶりとなる全国制覇に大きく貢献した。
高校卒業後の2012年7月26日、プロテストに一発合格し、翌日プロ登録。同年のQTで29位に入り、翌年のフル参戦の資格を得た。
2013年、富士通レディースで2位に入るなど、終盤に3戦でトップ10入りし、賞金ランキング第46位。フル参戦初年度からシード権を獲得。
2014年3月30日、アクサレディスゴルフトーナメントで最終日通算8アンダー単独2位からスタートし、最終18番でチップインイーグルを決め通算13アンダーとして逆転、プロ初優勝を飾る。この年の賞金ランキング第11位。海外メジャーにも挑戦するが、全米女子オープンでは予選落ち、全英リコー女子オープンでは29位タイに終わる。
2015年4月5日、ヤマハレディースオープン葛城で最終日に首位と5打差の4位からスタートし7バーディ、2ボギー「67」とスコアを伸ばして通算7アンダーでプロ通算2勝目。同年11月1日、樋口久子 Pontaレディスを通算11アンダーで優勝し、プロ通算3勝目。8月のNEC軽井沢72トーナメント2日目には、アルバトロスとイーグルを達成、計算上は2341年に1度の確率で大きな話題を呼んだ。この年は獲得賞金が1億円を超え、賞金ランキング第6位、日本人最高位となった。
2018年は賞金ランキングを55位とし、6年ぶりに賞金シードを喪失。2019年も115位と成績が振るわなかった。
2020年6月29日、新型コロナウイルスの影響で大幅にずれ込んだシーズン開幕戦となったアース・モンダミンカップ最終日で首位との4打差から出て68で回り、11アンダーで鈴木愛とのプレーオフとなり、プレーオフ1ホール目でバーディーを奪って5年ぶりとなるプロ通算4勝目を飾った。賞金ランキングも14位と復調。
2022年5月15日、ほけんの窓口レディース最終日11アンダーで高橋彩華と並んでプレーオフとなり、2ホール目で15メートルのロングバーディパットを沈めプロ通算5勝目を挙げた。
2025年7月27日、大東建託・いい部屋ネットレディス最終日首位と2打差の7位タイでスタートし64をマークして通算17アンダーで3年ぶりの6勝目を挙げた

## プロ成績

### ツアー優勝

#### JLPGAツアー（6）
| No. | Date                     | Tournament                       | スコア                 | 2位との差  | 2位（タイ）       |
| --- | ------------------------ | -------------------------------- | ---------------------- | ---------- | ----------------- |
| 1   | 2014年3月28日 - 30日     | アクサレディスゴルフトーナメント | -13（66-70-67=203）    | 2打差      | 藤田幸希          |
| 2   | 2015年4月2日 - 5日       | ヤマハレディースオープン葛城     | -7（72-70-72-67=281）  | 2打差      | 前田陽子 イ・ボミ |
| 3   | 2015年10月30日 - 11月1日 | 樋口久子 Pontaレディス           | -11（72-67-66=205）    | 4打差      | 藤本麻子          |
| 4   | 2020年6月25日 - 28日     | アース・モンダミンカップ         | -11（69-69-71-68=277） | プレーオフ | 鈴木愛            |
| 5   | 2022年5月13日 - 15日     | ほけんの窓口レディース           | -11（67-67-71=205）    | プレーオフ | 高橋彩華          |
| 6   | 2025年7月24日 - 27日     | 大東建託・いい部屋ネットレディス | -17（67-70-70-64=271） | 2打差      | 鶴岡果恋          |

## 受賞歴
- 2014年メディア賞ベストショット部門
- 2015年メディア賞ベストショット部門

## 人物
長身を活かしたショットはツアー屈指の飛距離を誇る。得意クラブのドライバーは平均飛距離270ヤード（2015年公式ドライビングディスタンス第1位）。
父光章と母和枝が大ファンだった岡本綾子から「綾の字いただきたい」と、画数を調べて「彩香」と名付けられた。
出生時に体重が3700gもあり、母和枝は帝王切開を余儀なくされた。
2021年2月26日、高校時代の同級生だった柔道家の小林悠輔（当時旭化成所属）と結婚した。渡邉によると小林が婿養子の形で渡邉家に入るという。